# مزار نظام‌الدین عشق‌آباد
مزار امامزاده سید نظام الدین عشق آباد فریمان مربوط به دوره تیموریان است و در شهرستان فریمان، روستای عشق آباد واقع شده و این اثر در تاریخ ۵ آذر ۱۳۸۰ با شمارهٔ ثبت ۴۴۶۵ به‌عنوان یکی از آثار ملی ایران به ثبت رسیده است.